# Calophaca sinica
Calophaca sinica là một loài thực vật có hoa trong họ Đậu. Loài này được Rehder miêu tả khoa học đầu tiên.